# Iphiaulax bifoveatus
Iphiaulax bifoveatus är en stekelart som beskrevs av Cameron 1887. Iphiaulax bifoveatus ingår i släktet Iphiaulax och familjen bracksteklar. Inga underarter finns listade i Catalogue of Life.